# BMSZC Újpesti Két Tanítási Nyelvű Műszaki Technikum
A Budapesti Műszaki Szakképzési Centrum Újpesti Két Tanítási Nyelvű Műszaki Technikum (UMSZKI) Újpest egyik középfokú intézménye, melyet 1927-ben alapítottak, de elődje, az Újpesti Faipari Szakiskola már 1895-ben létrejött.

## Története

### A kezdetek
Az iskola elődje az újpesti faipari szakiskola volt, mely 1895-ben, egy bérházban kezdte meg működését. A város már 1911-ben elhatározta, hogy új épületet építtet az intézménynek, de az első világháború megakadályozta ennek a tervnek a megvalósítását. 1919-ben az iskola a Brassóból átjött fafaragó szakiskolások új tagozatával bővült ki. A Kereskedelemügyi Minisztérium és Újpest város képviselő-testülete tárgyalásainak eredményeképp 1926-ban megszületett a határozat, felépítik az új iskolát. A város telket biztosított hozzá, a költségek egy részét is vállalta. Az iskolát Foerk Ernő műépítész tervezte, aki számos épület és templom építése mellett az Országház belső berendezését is irányította, megtervezte a Zágrábi Főpostát, részt vett a szegedi Fogadalmi templom befejezésében is - nem véletlen, hogy 2001-ben a Fővárosi Közgyűlés védett települési értéknek és védett épületnek nyilvánította. 
1927. szeptember elsején megkezdődött falai között a tanítás, a faipari szak mellett fémipari szak is indult. A hatalmas épületben az elméleti oktatás helyiségei mellett internátus és a fa- és fémipari oktatás számára műhelyek is helyet kaptak. A tanulmányi idő ekkortájt három év volt, ezután a diákok végbizonyítványt nyertek, mellyel egy év szakmai gyakorlat után elhelyezkedhettek mesterségüknek megfelelően.  

### A jelenig
Az iskola jellegének átalakulása 1934-35-ös tanévben kezdődött, a fémipar felé tolódott el, az 1941-42-es tanévtől kezdve gépészeti tagozattal működő felsőipari iskolává alakult át, melybe bekerülni csak komoly felvételi vizsgával, egy év szakmai gyakorlat után lehetett. 1942-ben költözött az épületbe a Budapesti Felsőipari Iskola faipari tagozata is. Ebben az évben alakult meg a sportkör és az iskolai zenekar. A fiatalok maguk rendezték az udvart esténként kemény kubikos munkával, így alakították ki a sportpályát. Az újpesti gyárak, üzemek, egyszerű újpesti polgárok kisebb-nagyobb ajándékokkal, a tanulásban használható anyagokkal, szemléltető eszközökkel, műszerekkel, könyvekkel támogatták az iskolát.
A második világháború idején 17 iskolai dolgozó került a hadszíntérre, hárman közülük el is hunytak. A háború miatt az iskola jelentős (főleg berendezési) károkat szenvedett. 1945-ben ebben az épületben működött az újpesti orosz katonai városparancsnokság. Az iskola jellegének köszönhetően a tanítás részeként újult meg az iskola, így tanulópadok, zárak, kulcsok, fűtőtestek, kazánok készültek. 
Az iskola több átszervezés után 1950-ben felvette a „II. sz. Kohó és Gépipari Technikum” (más források szerint az Általános Gépészeti Technikum) nevet, majd 1951-ben Landler Jenő Gépipari Technikumra módosult az elnevezése. Technikusi oklevelet szerezhetett az a tanuló, aki a negyedik év végén sikeres képesítő vizsgát tett. Ekkoriban rádióklub működött az iskolában, és emellett szerveztek politikai, sport- és szórakoztató rendezvényeket is.
1960-ra kikristályosodott az oktatás két fő ágazata: a gépészet és a híradástechnika. 1961-ben az iskola a Landler Jenő Gépipari Technikum nevet kapta, mely később Landler Jenő Gép- és Híradásipari Technikumra módosult.
Az 1970-es évek ismét nagy változást hoztak az iskola életébe: szakközépiskolává alakult, a technikusi képzést esti tagozatra szervezték át. Az 1971-72-es tanévben hazánkban elsőként itt indult meg a számítástechnikai képzés. 
Az 1986-ban átadott Kozma Lajos Faipari Szakközépiskola kiválásával az épület teljes egészét birtokba vehette az iskola. A 90-es években a vállalkozási ismeretek bevezetésével csatlakoztak a „Junior Achievement” amerikai képzési modellhez. Az 1995-96-os tanévtől kezdődően gimnáziumi osztály is indult. Két év múlva újabb lehetőséget kaptak a diákok: megindultak a két tanítási nyelvű osztályok angol, majd német nyelven is. A 2005-ös évtől kezdve több gimnáziumi osztályt nem indítottak, az utolsó gimnazisták 2004-ben kezdték, és 2008-ban fejezték be tanulmányaikat, de a két tanítási nyelv megmaradt. 
2001-ben a Fővárosi Közgyűlés műemléki védett épületnek nyilvánította az Újpesti Műszaki Két Tanítási Nyelvű Műszaki Technikum épületét (UMSZKI).
2021-es tanévtől az új oktatási rendszer miatt, az iskola neve megváltozott Újpesti Műszaki Két Tanítási Nyelvű Műszaki Technikumra, habár a köztudatban mai napig az iskolát UMSZKI-ként ismerik.

## Híres diákjai
- Barta Tamás[2]
- Fenyő Miklós
- Janicsák Veca
- Molnár Tamás
- Szirányi Bence
- Mihály László
- Polgár Tamás[3]